# Siergiej Szumakow
Siergiej Władisławowicz Szumakow, ros. Сергей Владиславович Шумаков (ur. 4 września 1992 w Czelabińsku) – rosyjski hokeista, reprezentant Rosji.

## Kariera
- Biełyje Miedwiedi Czelabińsk (2009-2010)
- Biełyje Tigry Orenburg (2010-2011)
- Sibirskie Snajpiery Nowosybirsk (2011-2013)
- Sibir Nowosybirsk (2011-2017)
  -  Zauralje Kurgan (2013/2014)
- CSKA Moskwa (2017-2018)
- Hershey Bears (2018)
- Springfield Thunderbirds (2018)
- Awangard Omsk (2018-2020)
- Awtomobilist Jekaterynburg (2020-2022)
- Traktor Czelabińsk (2022)
- Dynama Mińsk (2022-2023)
- Łada Togliatti (2023-)

Wychowanek Traktora Czelabińsk. Przez cztery sezony grał w juniorskiej lidze MHL. W czerwcu 2011 został zawodnikiem Sibiru Nowosybirsk. W sezonie 2011/2012 zadebiutował w seniorskich rozgrywkach KHL. Od maja 2017 był zawodnikiem CSKA Moskwa. Latem 2018 podpisał kontrakt z Washington Capitals z rozgrywek NHL. W sezonie 2018/2019 występował w drużynie farmerskiej Hershey Bears w AHL, a w grudniu 2018 został zwolniony z kontraktu z Washington i był zawodnikiem Springfield Thunderbirds, a wkrótce potem związał się umową z Awangardem Omsk. W grudniu 2020 przeszedł do Awtomobilist Jekaterynburg. W październiku 2022 trafił do Traktora Czelabińsk. W grudniu 2022 przeszedł do Dynama Mińsk. W czerwcu 2023 został ogłoszony zawodnikiem Łady Togliatti.

## Sukcesy
Klubowe
- Pierwsze miejsce w Dywizji Czernyszowa KHL: 2015 z Sibirem Nowosybirsk
- Pierwsze miejsce w Dywizji Tarasowa w sezonie zasadniczym: 2018 z CSKA Moskwa
- Finał KHL o Puchar Gagarina: 2018 z CSKA Moskwa, 2019 z Awangardem Omsk
- Srebrny medal mistrzostw Rosji: 2016, 2018 z CSKA Moskwa, 2019 z Awangardem Omsk
- Puchar Otwarcia: 2019 z Awangardem Omsk

Indywidualne
- KHL (2017/2018):
  - Drugie miejsce w klasyfikacji +/- w sezonie zasadniczym: +28
  - Piąte miejsce w klasyfikacji strzelców zwycięskich goli meczowych w sezonie zasadniczym: 6 goli
- KHL (2018/2019):
  - Drugie miejsce w klasyfikacji strzelców w fazie play-off: 12 goli